# Aphelinoidea nigrioculae
Aphelinoidea nigrioculae är en stekelart som beskrevs av Girault 1920. Aphelinoidea nigrioculae ingår i släktet Aphelinoidea och familjen hårstrimsteklar. Inga underarter finns listade i Catalogue of Life.